# بخش نوبندگان
بخش نوبندگان یکی از بخش‌های شهرستان فسا در استان فارس ایران است. نوبندگان همچنین نام شهری کهن واقع در شهرستان ممسنی می‌باشد.

## تقسیمات کشوری
- بخش نوبندگان
  - دهستان نوبندگان
    - شهر: دهستان نوبندگان

## موقعیت جغرافیایی و پیشینهٔ تاریخی
نوبندگان نام دو مکان در استان فارس است. یکی روستاییست هنوز پابرجا و در بیست کیلومتری شهرستان فسا به سمت داراب و دیگری محوطه‌ای تاریخی در حوالی ممسنی و کازرون. هر دو قدمتی دیرینه دارند با این تفاوت که نوبندگان ممسنی از قرن ۷ ه‍.ق به این سو متروکه و خالی از سکنه شده ولی نوبندگان فسا هرچند رمقی ندارد اما هنوز زنده است. از نوبندگان ممسنی به دلیل قرار گرفتن در مسیر حملات و جنگ‌های تاریخی در منابع تاریخی بسیار سخن رفته است. این که ممکن است اهالی نوبندگان ممسنی پس از استقامت در برابر جنگ‌های تاریخی از جمله حمله اعراب و تیمور و حکومت‌های محلی و تخریب‌های متعدد به نوبندگان فسا کوچ کرده‌اند و به مردم این محل پیوسته‌اند.
وجود واژه‌های مشترک در لهجه و گویش محلی، وجود ساکنان یهودی در هر دو مکان -بنا بر متون تاریخی- از شواهد این امر است. یهودیان نوبندگان فسا تا سال‌های اخیر و پیش از مهاجرت به اسرائیل و شیراز در این روستا ساکن بوده و هنوز خانه‌ها و محلهٔ ایشان موجود و به همین نام خوانده می‌شود.
در سال ۱۳۱۰ خورشیدی به دنبال کشف مقبره کورش حفاری‌های متعددی در استان فارس انجام شد که از جملهٔ آن‌ها حفاری تپه‌های اطراف نوبندگان فسا بود. در نتیجه این حفاری‌ها اشیایی پیش از تاریخ تا دوران متعدد اسلامی به دست آمد که برخی از این اشیا در موزه‌های کشور در معرض نمایش‌اند. همانند خمره سفالی هزاره چهارم پیش از میلاد که از تپه‌های جلیان به دست آمده است. از سرنوشت بیشتر این اشیا اطلاعی در دست نیست.

## محله‌ها
نوبندگان فسا روستاییست با محله‌های متعدد که نام هر محل تا حدودی گویای اصالت مردم هر محله و نسب آن‌ها و نشانه‌ای بر تعامل و تعاون زیستی مردم این روستاست. محله‌هایی چون: "محله کُهمره" که شاید از کُهمره سرخی در حوالی شیراز به اینجا آمده باشند. " محله کُلوهاً که با چهرهایی به نسبت تیره رنگ احتمال اصالت آنها از جنوب ایران است. "محلهٔ عرب‌ها " محلهٔ جهود ها" "محله بالا " و "محله پایین" و محلات دیگر. وجود این محله‌ها نشانه‌ای از تنوع فرهنگی و اجتماعی این روستا در مقیاسی کوچک است. شغل‌های متعدد سنتی (باروت کوبی، تفنگ سازی و غیره)، موسیقی محلی، آداب و رسوم متعدد و … همه گواه این مدعا هستند.
مردم فسا و روستاهای اطراف، اهالی نوبندگان را افرادی شوخ‌طبع و بداهه گو می‌دانند و در اغلب اوقات نَقلی از آنان را نُقل مجلس می‌گویند.
در حال حاضر به دلایل متعددی روستای نوبندگان رونق سابق را ندارد. خشک سالی‌های اخیر، کشاورزی منطقه را به‌طور کامل از بین برده است. باغ‌های متعدد تاریخی از جمله باغ حاجى جوادى،باغ بُخَنگ، باغ اسماعیل اباد، باغ ناری، باغ نجف آباد، دشت گل محمدی چاری و چند باغ و دشت دیگر - که همگی در نزدیکی و متعلق به اهالی روستا بوده‌است - در چند سال اخیر به زمینی خشک بدل شده و اثری از آن‌ها نیست. چشمه‌های متعدد و قمپ آب‌ها همه خشکیدهاند. (در عین حال در زمان زمامداری دکتر محمود احمدی نژاد، تابلو پالایشگاه پتروشیمی نوبندگان در ورودی روستا و در مسیر جادهٔ اصلی نصب شد و همچنان نصب است.
به دلیل وجود خرده فرهنگ‌های یاد شده بافت معماری تاریخی روستا نیز متأثر از آن است. هرچند مصالح مورد استفاده خشت و گل و آجر است ولی هر محله تا حدودی شکلی متفاوت در سازمان دهی و ساخت خانه را دارد. بناهای عمومی و تاریخی روستا را می‌توان چنین برشمرد: مسجد جامع، کاروانسرای چهار ایوانی صفوی (با ناودان‌های سنگی و پیکره‌های شیر کنار حوض که از دهانشان آب به حوض ریخته می‌شده) آسیاب‌های متعدد و دو حمام عمومی خزینه‌ای، مکتب خانه و بنای معروف خرف خانه که خارج از بافت روستا و در دامنهٔ کوه معروف به تی چِنگ (بنایی بوده که افراد پیر و سالخورده بی سرپرست را در آنجا نگهداری کرده و مردم محل ماهیانه خوراک و مواد مورد نیاز آنان را به مراقبان خرفخانه تحویل می‌داده‌اند). در ۱۵ سال اخیر به بهانهٔ خیابان سازی و نو سازی نوبندگان با سیاست‌های مدیریتی اعمال شده از مراتب دولتی به جز مسجد جامع دیگر بناها تخریب شده و به جز پی اثری از آن‌ها نیست. بافت معماری روستا نیز به زعم کارشناسان میراث فرهنگی با وجود تخریب عناصر ارزشمند یاد شده تا کنون باقی مانده اما فرسوده و نیازمند مرمت است.

## جمعیت
بنابر سرشماری مرکز آمار ایران، جمعیت بخش نوبندگان شهرستان فسا در سال ۱۳۸۵ برابر با ۱۱۶۹۵ نفر بوده‌است.